# Jo (televisieserie)
Jo is een Frans-Britse politieserie uit 2013, bedacht door de Canadese scenarist René Balcer. De reeks werd besteld door de Franse zender TF1 en gemaakt door het Franse productiehuis Atlantique Productions in samenwerking met het Belgische Stromboli Pictures en RTBF. Vier regisseurs hebben elk twee van de in totaal acht afleveringen ingeblikt. In juni 2013 raakte bekend dat er geen tweede seizoen zou volgen.
Jean Reno werd aangetrokken als hoofdrolspeler. Het was zijn eerste vaste televisierol en het was al sedert 1985 geleden dat hij in een televisieserie optrad. De serie draait geheel om Reno's personage; een oude politierechercheur die moorden oplost die allen op een beroemde locatie in Parijs zijn gepleegd.
Op 17 januari 2013 ging Jo in première bij Fox Crime in Italië. Verschillende Europese en Zuid-Amerikaanse landen volgden, alsook Zuid-Afrika. In Wallonië begon de serie op 18 april 2013 op La Une en in Vlaanderen op 6 juli 2014 op 2BE.

## Afleveringen

### Seizoen 1
1. Notre Dame
2. Concorde
3. Invalides
4. Pigalle
5. Place Vendôme
6. Le Marais
7. Opera
8. Catacombs

## Rolverdeling
- Jean Reno als Joachim (Jo) Saint-Clair, de protagonist. Hij is een al wat oudere vereenzaamde rechercheur in Parijs die moordzaken onderzoekt.
- Tom Austen, Jo's jonge collega-partner bij de politie.
- Jill Hennessy als Karyn, een non die prostituees opvangt. Ze heeft ooit Jo's dochter opgevangen en helpt hem het contact met haar te herstellen.
- Orla Brady als Béatrice Dormont, Jo's baas.
- Heida Reed als Adèle Gauthier, Jo's vervreemde dochter.
- Wunmi Mosaku als Angélique Alassane, de lijkschouwer.